# Paseo de la Reforma

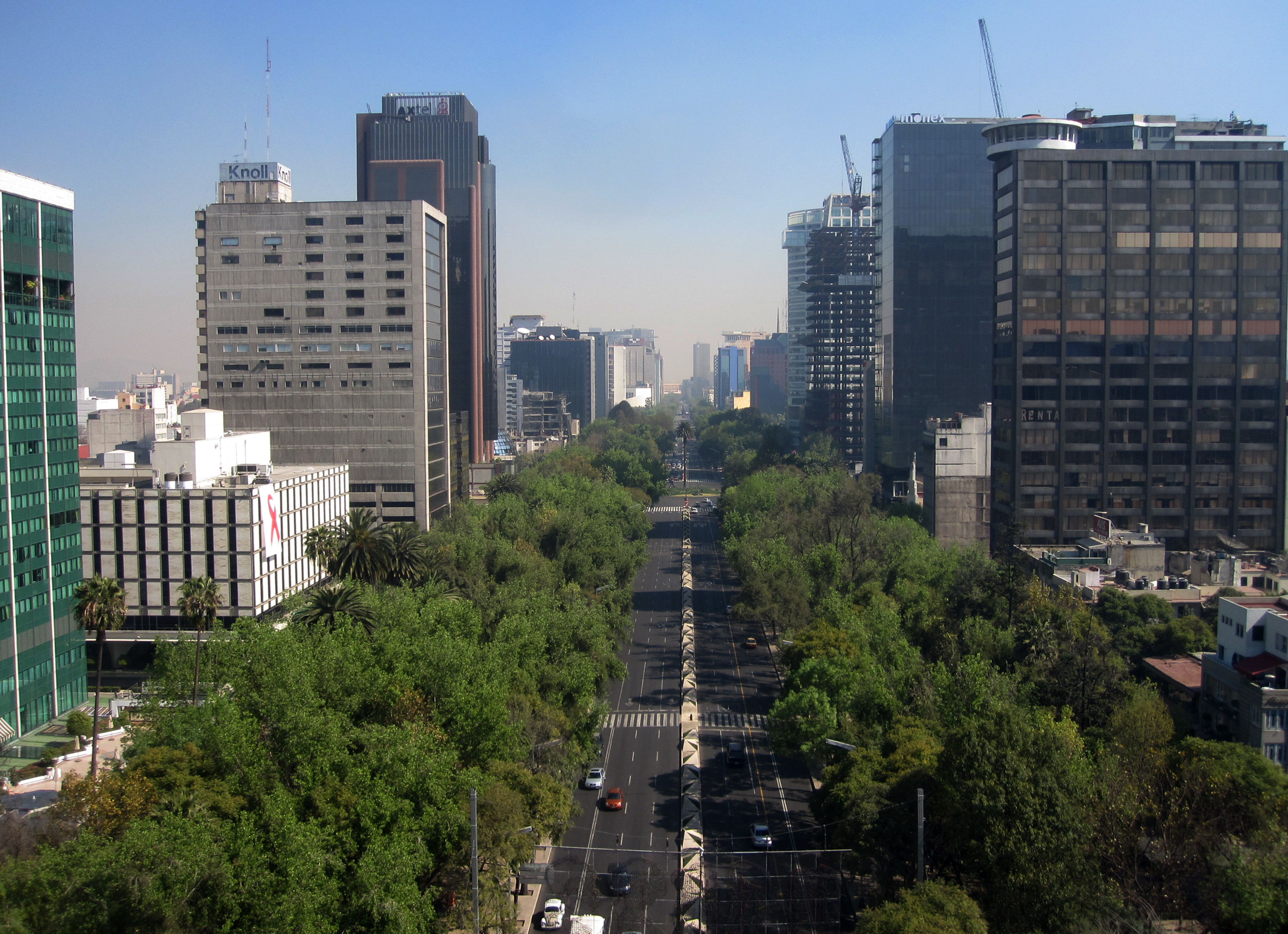
Paseo de la Reforma mot nordost sedd från El Ángel de la Independencia.

Paseo de la Reforma är en 12 km lång boulevard i Mexiko City som anlades under Mexikos andra imperium på 1860-talet på order av Maximilian av Habsburg. Den anlades för att förbinda Palacio Nacional med Castillo de Chapultepec. Sträckningen går från Tlatelolco via Chapultepec, Polanco till Santa Fe och utfarten till Toluca. Den korsar bland annat Avenida de los Insurgentes. Det ursprungliga namnet var Avenida de la Emperatris, för att ära Maximilians maka Carlota av Mexiko. Dagens namn är till för att ära den  liberala reform som genomfördes av president Benito Juárez.

## Monument
Det finns många monument längs Paseo de la Reforma. Här finns en stor del av Latinamerikas historia beskriven från monumentet över hjältarna från Slaget vid Chapultepec, Los Niños Héroes, Cuitláhuac, Cuauhtémoc, Simón Bolívar, José de San Martín och Christofer Columbus. Här finns monument över oljenationaliseringen 1938, Petroleros. En staty över jaktgudinnan Diana. Här finns också det mest betydande monumentet över Mexikos självständighet El Ángel de la Independencia, invigt på 100-årsdagen 1910. Ett stenkast från La reforma vid La Alameda ligger El Monumento a la Revolución som började uppföras av Porfirio Díaz för att bli det nya parlamentet men mexikanska revolutionen kom emellan. Där finns kvarlevorna av Francisco Madero och andra revolutionshjältar.

## Byggnader
Den centrala sträckningen är från tiden då Porfirio Díaz var president och en del byggnader finns kvar från den tiden men många har tillkommit och byggstilen är blandad med Art Deco och modern glasbeklädd arkitektur, där börsen, Bolsa Mexicana de Valores är ett bra exempel. Latinamerikas, idag, högsta byggnad, Torre Mayor finns här. Många ambassader; USA, Japan, Colombia, Peru och Europeiska unionen has sin adress här medan många andra ligger mycket nära i framför allt Polanco och Lomas de Chapultepec. Här ligger även Antropologiska museet, Castillo de Chapultepec, Zoologiska parken, moderna konstmuseet och Tamayo-konstmuseet. 